# Kapski zec
Kapski zec (lat. Lepus capensis) je vrsta zeca, koji obitava u raznim dijelovima Afrike, te u dijelovima Europe, Bliskog istoka i Azije. Noćni je biljojed. 

## Izgled
Kapski zec je tipičan zec, s dobro razvijenim nogama za skakanje i trčanje. Ima velike oči i uši, kako bi mogao paziti na prijetnje iz svoje okoline. Ima bijeli prsten oko oka. Fini, mekani sloj krzna, varira u boji od svijetlo smeđe do crvene i pješčano sive. Neobično među sisavcima, ženka je veća od mužjaka, ovaj fenomen naziva se spolni dimorfizam.
Obitava u makiji, na travnjacima i polupustinjskim područjima.
Kapski zec je biljojed, obično jede travu i grmlje raznih vrsta. Uobičajeno ponašanje je koprofagija, konzumacija izmeta, što je pozitivno, a ne štetno za zeca.
Poput drugih zečevima, brz je. Jedini predator, koji ga je u stanju uloviti je gepard. Svi ostali predatori čekaju u zasjedi kao što su: leopard, karakal i crnoleđi šakal.
Nakon 42-dnevne trudnoće, ženka rađa od jednoga do tri mlada. Može imati čak 4 legla godišnje. Obilježje zečeva, koje ih razlikuje od kunića jest, da su mladi rođeni s otvorenim očima i mogu se kretati ubrzo nakon rođenja. Tako je i kod kapskoga zeca.

## Taksonomija
Postoji dvanaest podvrsta koje postoje u Africi: 
1. Lepus capensis aegyptius Desmarest, 1822
2. Lepus capensis aquilo Thomas and Wroughton, 1907
3. Lepus capensis arabicus Ehrenberg, 1833
4. Lepus capensis atlanticus de Winton, 1898
5. Lepus capensis capensis Linnaeus, 1758
6. Lepus capensis carpi Lundholm, 1955
7. Lepus capensis granti Thomas and Schwann, 1904
8. Lepus capensis hawkeri Thomas, 1901
9. Lepus capensis isabellinus Cretzschmar, 1826
10. Lepus capensis schlumbergeri Remy-St. Loup, 1894
11. Lepus capensis sinaiticus Ehrenberg, 1833
12. Lepus capensis whitakeri Thomas, 1902